# Oligopogon londti
Oligopogon londti is een vliegensoort uit de familie van de roofvliegen (Asilidae). De wetenschappelijke naam van de soort is voor het eerst geldig gepubliceerd in 2003 door Geller-Grimm & Hradský.